# Charles Lennox Richardson
Charles Lennox Richardson foi um mercador inglês de Xangai que estava no Japão e foi morto durante o Incidente de Namamugi por servos (do clã Satsuma) de Shimazu Hisamitsu em 14 de setembro de 1862.